# Мурманская авиационная компания
Мурманская авиациoнная кoмпaния (до 2000 года — «Мурманские Авиалинии», с 2015 года - «Арктика») — ранее существовавшая российская авиакомпания. Прекратила свою деятельность в 2018 году.

## История
Авиакомпания была создана 11 ноября 1967 года в качестве филиала Аэрофлота в Мурманской области.
Основана как отдельная авиакомпания под названием Мурманские Авиалинии в 1993 году.
В 1999 году авиакомпания прекратила свои рейсы и была выставлена на аукцион. Авиакомпания была продана за 5,1 млн долларов США компании «Мурманская авиационная компания», принадлежавшая «Норникелю».
С 2000 года называется «Мурманская авиационная компания».
Была переименована в 2015 году в "Авиакомпанию «Арктика»
В 2018 году прекратила свою деятельность.

## Флот

### Парк воздушных судов
По состоянию на 2018 год, размер флота ООО "Авиакомпания «Арктика» составлял из 15 воздушных суден.
| Фото | Тип воздушного судна | Количество | Год ввода в эксплуатацию            | Регистрация                                                    |
| ---- | -------------------- | ---------- | ----------------------------------- | -------------------------------------------------------------- |
| Ан-2 | 4                    | 2003       | RA-70709 RA-07733 RA-33374 RA-33655 |                                                                |
|      | Вертолёт Ми-8        | 7          | 1994                                | RA-25552 RA-22189 RA-24668 RA-25580 RA-25835 RA-22830 RA-22568 |
|      | Вертолёт Ми-2        | 4          | 1994                                | RA-20256 RA-23443 RA-23444 RA-23241                            |

### Выведенные из эксплуатации самолёты и вертолёты
| Фото   | Тип воздушного судна | Год ввода в эксплуатацию | Год вывода из эксплуатации |
| ------ | -------------------- | ------------------------ | -------------------------- |
| Ан-28  | 2012                 | 2015                     |                            |
| Ка-32  | 1987                 | 2011                     |                            |
| Ту-134 | 1997                 | 2000                     |                            |
|        | Ту-154               | 1992                     | 2001                       |
| Ту-204 | 1998                 | 1999                     |                            |